# Ağıllı, Acıgöl
Ağıllı là một xã thuộc huyện Acıgöl, tỉnh Nevşehir, Thổ Nhĩ Kỳ. Dân số thời điểm năm 2011 là 905 người.